# Дойдесфельд
Дойдесфельд (нем. Deudesfeld) — община в Германии, в земле Рейнланд-Пфальц. 
Входит в состав района Вульканайфель. Подчиняется управлению Даун.  Население составляет 393 человека (на 31 декабря 2010 года). Занимает площадь 8,03 км².

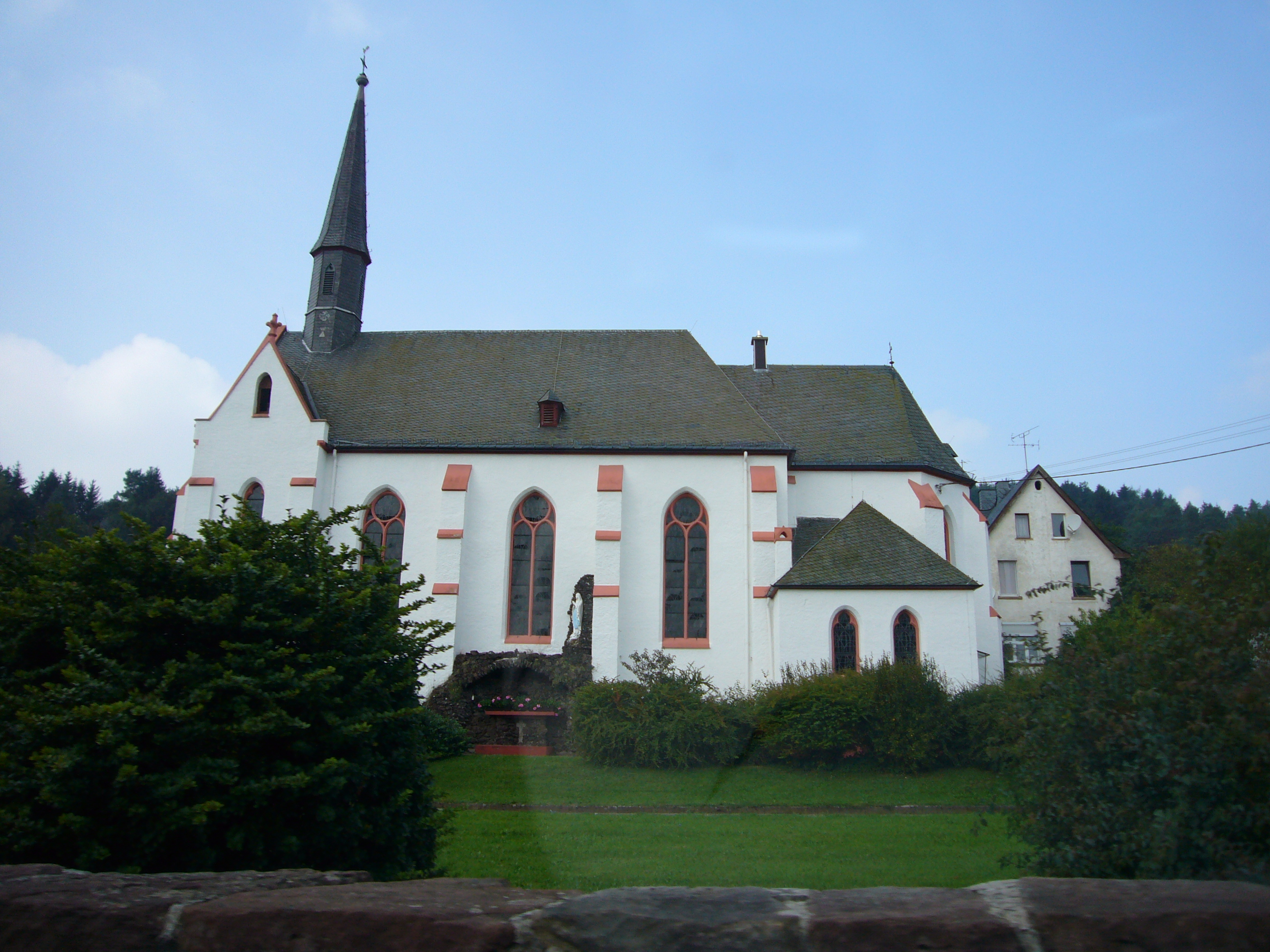
Дойдесфельд